# Transposones de ADN

Transposón de ADN.

Los transposones de ADN son secuencias de ADN que pueden moverse e integrarse a diferentes ubicaciones dentro del genoma. Son los transposones de la clase II que se mueven a través de un intermedio de ADN, a diferencia de los transposones de la clase I retrotransposones que se mueven a través de un intermedio de ARN. Los transposones de ADN pueden moverse en el ADN de un organismo a través de un intermedio de ADN monocatenario o bicatenario. Se han encontrado transposones de ADN tanto en procariotas como en eucariotas y recientemente en los virus gigantes. Pueden constituir una porción significativa del genoma de un organismo, particularmente en eucariotas. En los procariotas, los transposones de ADN pueden facilitar la transferencia horizontal de resistencia a los antibióticos u otros genes asociados con la virulencia. Después de replicarse y propagarse en un huésped, todas las copias del transposón se inactivan y se pierden a menos que el transposón pase a un genoma al comenzar un nuevo ciclo de vida con transferencia horizontal. Es importante tener en cuenta que los transposones de ADN no se insertan al azar en el genoma, sino que muestran preferencia por sitios específicos.
Con respecto al movimiento, los transposones de ADN se pueden clasificar como autónomos y no autónomos. Los autónomos pueden moverse por sí mismos, mientras que los no autónomos requieren la presencia del gen de otro transposón, la transposasa, para moverse. Hay cuatro clasificaciones principales para el movimiento de los transposones de ADN: "cortar y pegar" (tradicionales), "círculo rodante" (helitrones), "auto-sintetización" (polintones) y "repetición invertida en miniatura" (MITEs). Estos mecanismos distintos de movimiento les permiten moverse alrededor del genoma de un organismo. Como los transposones de ADN no pueden sintetizar ADN, se replican utilizando la maquinaria de replicación del huésped. Estas tres clases principales se dividen en 24 superfamilias diferentes caracterizadas por su estructura, secuencia y mecanismo de acción.
Los transposones de ADN son una causa de alteraciones en la expresión génica. Como ADN recientemente insertado en secuencias de codificación activas, pueden alterar las funciones normales de las proteínas y causar mutaciones genéticas. Los transposones de ADN de la clase II constituyen aproximadamente el 3% del genoma humano. Hoy en día, no hay transposones de ADN activos en el genoma humano. Por tanto, los transposones de ADN que se encuentran en el genoma humano se consideran fósiles genéticos.

## Mecanismos de acción tradicional

Transposones de ADN en secuencia de cortar y pegar.

Tradicionalmente, los transposones de ADN se mueven en el genoma mediante un método de cortar y pegar. El sistema requiere una enzima transposasa que cataliza el movimiento del ADN desde su ubicación actual en el genoma y lo inserta en una nueva ubicación. La transposición requiere tres sitios de ADN en el transposón: dos en cada extremo del transposón llamados repeticiones terminales invertidas y uno en el sitio de destino. La transposasa se unirá a las repeticiones invertidas terminales del transposón y mediará la sinapsis.de los extremos del transposón. La enzima transposasa luego desconecta el elemento del ADN flanqueante del sitio donante original y media en la reacción de unión que vincula el transposón al nuevo sitio de inserción. La adición del nuevo ADN en el sitio objetivo provoca espacios cortos a ambos lados del segmento insertado. Los sistemas anfitriones reparan estas brechas que dan como resultado la duplicación de la secuencia objetivo (TSD) que es característica de la transposición. En muchas reacciones, el transposón se extirpa completamente del sitio donante en lo que se denomina una transposición de "cortar y pegar" y se inserta en el ADN objetivo para formar una inserción simple. Ocasionalmente, el material genético que no estaba originalmente en el elemento transponible también se copia y se mueve.

## Ejemplos diferentes

### Transposones de ADN de repetición invertida en miniatura (MITEs)
Los MITEs o "transposones de ADN de repetición invertida en miniatura" son un grupo de transposones de ADN no autónomos, por tanto los MITEs no pueden codificar su propia transposasa. Los MITEs son generalmente elementos cortos (de 50 a 500 pb) con repeticiones invertidas terminales (TIR; 10–15 pb) y dos duplicaciones de sitios de destino (TSD) laterales. Los MITEs se encuentran tanto en eucariotas como en procariotas. Al igual que otros transposones de ADN, los MITEs se insertan predominantemente en regiones ricas en genes y esta puede ser una razón por la que afectan la expresión génica y juegan un papel importante en la aceleración de la evolución eucariota. Su alto número de copias a pesar de los pequeños tamaños ha sido un tema de interés.
Los MITEs poseen especificidad de sitio de destino, tienen un tamaño pequeño y una repetición invertida terminal conservada. Así es el caso determinado como los MITEs pueden formar estructuras secundarias de ADN estables que pueden ser muy útiles para identificarlas. Algunos elementos polizón también contienen dominios reguladores que actúan en cis.

### Helitrones
Los helitrones son un grupo de transposones de ADN eucariotas derivados de los virus ADN monocatenario de Monodnaviria. Por ello los helitrones no siguen el mecanismo clásico de "cortar y pegar". En cambio,  se mueven alrededor del genoma a través del mecanismo de replicación en círculo rodante. Este proceso consiste en hacer una muesca en una hebra circular mediante una enzima, que separa el ADN en dos hebras sencillas. La proteína de iniciación luego permanece unida al fosfato 5' en la hebra mellada, exponiendo el hidroxilo 3' de la hebra complementaria. Esto permite que una enzima polimerasa comience a replicarse en la hebra sin mellar. Eventualmente, toda la hebra se replica, momento en el que el ADN recién sintetizado se disocia y se replica en paralelo con la hebra molde original. Los helitrones codifican una endonucleasa HUH así como actividad de helicasa 5' a 3'. Esta enzima haría un corte monocatenario en el ADN, lo que explica la falta de duplicaciones del sitio objetivo que se encuentran en los helitrones. Los helitrones también fueron la primera clase de transposones que se descubrieron computacionalmente y marcaron un cambio de paradigma en la forma en que se estudiaron los genomas completos.

### Polintones
Los polintones también son un grupo de transposones de ADN eucariotas derivados de los virus ADN bicatenario de Varidnaviria. Por ello son uno de los transposones de ADN más complejos conocidos en eucariotas y se ha propuesto que los polintones pasen por una autosíntesis similar por su polimerasa. Los polintones, de 15 a 20 kb de longitud, codifican hasta 10 proteínas individuales. Para la replicación, utilizan una ADN polimerasa B cebada con proteínas, integrasa, cisteína proteasa y ATPasa. En primer lugar, durante la replicación del genoma del huésped, un polinton extracromosómico monocatenario se escinde del ADN del huésped utilizando la integrasa, formando una estructura similar a una raqueta. En segundo lugar, el polinton experimenta la replicación utilizando la ADN polimerasa B, con iniciación iniciada por una proteína terminal, que puede estar codificada en ADN lineal. Una vez que se genera el polinton de ADN bicatenario, la integrasa sirve para insertarlo en el genoma del huésped. Los polintones exhiben una alta variabilidad entre especies diferentes y pueden estar estrechamente regulados, lo que resulta en una baja tasa de frecuencia en muchos genomas.

## Efectos de los transposones de ADN
Los transposones de ADN como todos los transposones, son bastante impactantes con respecto a la expresión génica. Una secuencia de ADN puede insertarse en un gen previamente funcional y crear una mutación. Esto puede suceder de tres maneras distintas:
- 1. Alteración de la función,
- 2. Reordenamiento cromosómico
- 3. Una fuente de material genético novedoso.

Dado que los transposones de ADN pueden tomar partes de secuencias genómicas con ellos, puede producirse una combinación aleatoria de exones. La combinación aleatoria de exones es la creación de nuevos productos genéticos debido a la nueva colocación de dos exones previamente no relacionados a través de la transposición. Debido a su capacidad para alterar la expresión del ADN, los transposones se han convertido en un objetivo importante de investigación en la ingeniería genética.

## Diversidad genética
Los transposones de ADN pueden tener un efecto en la promoción de la diversidad genética de muchos organismos. Los transposones de ADN pueden impulsar la evolución de los genomas al promover la reubicación de secciones de secuencias de ADN. Como resultado, esto puede alterar las regiones reguladoras de genes y los fenotipos. El descubrimiento de los transposones fue realizado por Barbara McClintock, quien notó que estos elementos podrían cambiar el color de las plantas de maíz que estaba estudiando, proporcionando evidencia rápida de un resultado del movimiento de los transposones. Estos transposones pueden influir mucho en el proceso deevolución al inducir rápidamente cambios en el genoma.

## Inactivación
Todos los transposones de ADN están inactivos en el genoma humano. Los transposones inactivados o silenciados no dan como resultado  resultado un fenotipo y no se mueven en el genoma. Algunos están inactivos porque tienen mutaciones que afectan su capacidad de moverse entre los cromosomas, mientras que otros son capaces de moverse pero permanecen inactivos debido a las defensas epigenéticas, como la metilación del ADN y la remodelación de la cromatina. Por ejemplo, las modificaciones químicas del ADN pueden constreñir ciertas áreas del genoma de tal manera que las enzimas de transcripción no puedan alcanzarlas. ARNi, específicamente el silenciamiento de ARN y el ARNmi es un mecanismo natural que, además de regular la expresión de genes eucarióticos, previene la transcripción de transposones de ADN. Otro modo de inactivación es la inhibición de la sobreproducción. Cuando la transposasa supera una concentración umbral, la actividad del transposón disminuye. Dado que la transposasa puede formar monómeros inactivos o menos activos que disminuirán la actividad de transposición en general, también se producirá una disminución en la producción de transposasa cuando aumenten las copias grandes de esos elementos menos activos en el genoma del huésped.

## Transferencia horizontal
La transferencia horizontal de genes puede implicar el movimiento de transposones de ADN de un organismo al genoma de otro. La inserción en sí misma permite que el transposón se convierta en un gen activo en el nuevo huésped. La transferencia horizontal es utilizada por los transposones de ADN para prevenir la inactivación y la pérdida completa del transposón. Esta inactivación se denomina inactivación vertical, lo que significa que el transposón de ADN está inactivo y permanece como un fósil. Este tipo de transferencia no es el más común, pero se ha visto en el caso de la proteína de virulencia del trigo ToxA, que se transfirió a los diferentes patógenos fúngicos. La transferencia horizontal de transposones de ADN puede darse entre crustáceos marinos, insectos de diferentes órdenes y organismos de diferentes filamentos, como los humanos y los nematodos.

## Clasificación
A partir de la actualización más reciente en 2015, 24 superfamilias de transposones de ADN fueron reconocidas y anotadas en Repbase, una base de datos de elementos genéticos de ADN repetitivos mantenida por el Instituto de Investigación de Información Genética:
- Academ
- Crypton
- Capson
- Dada
- EnSpm/CACTA
- Ginger1
- Ginger2
- Harbinger
- hAT
- Helitron
- IS3EU
- ISL2EU
- Kolobok
- Mariner/Tc1
- Merlin
- MITE
- MuDR
- Novosib
- PiggyBac
- Polinton
- Sola
- Transib
- Transpoviron
- Zator
- Zisupton